# Chế (họ)
Chế là một họ của người Việt Nam. Họ này xuất phát từ họ của các vua Chiêm Thành.

## Người Việt Nam họ Chế có danh tiếng
- Chế Mân, vua của Chiêm Thành, cưới Huyền Trân công chúa của nhà Trần nên trở thành con rể của vua Trần Anh Tông.
- Chế Bồng Nga, vua của Chiêm Thành, 5 lần mang quân tấn công kinh đô Thăng Long của Đại Việt thời nhà Trần.
- Chế Linh: ca sĩ nhạc bolero
- Chế Lan Viên, nhà thơ
- Chế Nguyễn Quỳnh Châu, diễn viên